# Círculo imperial

Mapa de los círculos imperiales en 1512. Los territorios que no pertenecían a algún círculo se muestran en blanco.

Mapa de los círculos imperiales en 1560.

Círculo imperial (en alemán: Reichskreis, plural Reichskreise) o circunscripción imperial,  es cada una las divisiones en que se organizó el Sacro Imperio Romano Germánico tras su reforma en la Dieta de Worms de 1495, en un intento de recuperar el esplendor que había disfrutado en la Edad Media siguiendo las indicaciones de Bartoldo de Maguncia. 
Fue dividido en seis regiones llamadas Reichskreis, cada una de las cuales englobaba varios estados imperiales y constituía una unidad administrativa, tributaria y defensiva. La categoría de estado de círculo imperial daba voz y voto en la dieta del círculo. La Dieta de Augsburgo de 1500 estableció seis círculos: 
- Círculo de Baviera
- Círculo de Suabia
- Círculo de Alta Renania
- Círculo de Baja Renania-Westfalia
- Círculo de Franconia
- Círculo de Sajonia (a partir de 1512, denominada Círculo de Baja Sajonia)

En 1512, en las Dietas de Tréveris y Colonia, presididas por el emperador Maximiliano I de Habsburgo, confirmada por la Dieta de Núremberg de 1522, el número de circunscripciones fue ampliado a diez, añadiéndose las siguientes a las ya citadas:
- Círculo de Austria
- Círculo de Borgoña
- Círculo electoral del Rin
- Círculo de Alta Sajonia

Existían territorios que no pertenecían a ninguno de los círculos imperiales, como la Confederación Helvética (excluida desde la paz de Basilea de 1499), las repúblicas de la Italia septentrional (independientes del Imperio en ese tiempo), el Reino de Bohemia (lo que incluye además a Moravia, Silesia y Lusacia) y otros pequeños territorios, como el condado de Montbeliard o el señorío de Esmalcalda.
Estas innovaciones, como la reforma de la dieta, la formación de una comisión de ella, el Tribunal Superior del Imperio y otras emprendidas por Maximiliano I, resultaron estériles por la falta de continuidad en su aplicación, como tantos proyectos salidos de las ideas de ese emperador.
- Datos: Q460338
- Multimedia: Reichskreise / Q460338